# Neoitamus setifemur
Neoitamus setifemur là một loài ruồi trong họ Asilidae. Neoitamus setifemur được Lehr miêu tả năm 1966. Loài này phân bố ở vùng Cổ Bắc giới.